# 서기호
서기호(徐基鎬, 1970년 3월 9일 ~ )는 대한민국의 법조인, 정치인이다. 비례대표 승계로 제19대 국회의원을 지냈다.

## 생애
서기호는 1970년 3월 9일에 전라남도 목포에서 태어났다. 서울대 법대를 졸업한 후 사법시험에 합격하여 판사로 임명된 후 제주지법, 서울북부지법 등에서 판사로 재직했다. 2000년부터 2012년까지 판사로 재직하였는데 재직 중 SNS에 '가카 빅엿'이라는 발언을 인용하면서 '표현의 자유'에 대한 논란이 일자 2012년 2월에 판사 재임용에서 탈락했다. 이후 통합진보당에 입당하여 통합진보당 사법개혁위원장으로 활동했다.2012년 7월 9일에 통합진보당 비례대표직을 승계했으나 그해 당내 경선 파문으로 탈당하고 10월 31일에 진보정의당에 입당하였고 정의당의 원내대변인으로 활동하였다. 제20대 총선에서 전라남도 목포시에서 지역구 출마를 준비하다가 테러방지법 반대 필리버스터에 11번째 발언자로 참여하여 발언을 마친 직후 기자회견을 열어 제20대 총선의 불출마를 선언하였다.

## 학력
- 1982년 목포이로초등학교 졸업
- 1985년 목포홍일중학교 졸업
- 1988년 목포고등학교 졸업
- 1996년 서울대학교 법과대학 공법학 학사

## 경력
- 1991년 서울가톨릭대학생연합회 회장
- 1992년 전국 가톨릭 대학생 협의회 회장
- 1997년 제39회 사법시험 합격, 사법연수원 29기
- 2000년 제주지방법원 판사, 인천지방법원 판사, 서울남부지방법원 판사, 서울중앙지방법원 판사, 서울북부지방법원 판사
- 2012년 2월 판사 재임용 탈락
- 2012년 3월 ~  2012년 9월 통합진보당 사법개혁특별위원회 위원장
- 2012년 7월 제 19대 국회의원 (통합진보당)(비례대표), 국회 법제사법위원회 위원
- 2012년 9월 통합진보당 탈당
- 2012년 10월 진보정의당 입당
- 2013년 법제사법위원회 위원, 사법제도개혁특별위원회 위원
- 2016년 6월 변호사서기호법률사무소
- 2018년 8월 법무법인 상록 변호사(T. 02-598-9188 E. giho1118@gmail.com)

## 저서
- 서기호·김용국. 《국민판사 서기호입니다》. 오마이북. 2012년. ISBN 9788997780013

## 상훈
- '2014 대한민국 우수 국회의원 대상’ 시상식에서 대상 수상[2]

## 역대 선거 결과
| 실시년도 | 선거   | 대수 | 직책     | 선거구   | 정당       | 득표수       | 득표율          | 순위          | 당락 | 비고       |
| -------- | ------ | ---- | -------- | -------- | ---------- | ------------ | --------------- | ------------- | ---- | ---------- |
| 2012년   | 총선   | 19대 | 국회의원 | 비례대표 | 통합진보당 | 2,198,405 표 | \| \| 10.30% \| | 비례대표 14번 |      | 초선, 승계 |
|          | 10.30% |      |          |          |            |              |                 |               |      |            |